# Helsingeudd
Helsingeudd är en udde i Finland. Den ligger i Raseborg i landskapet Nyland, i den södra delen av landet, 110 km väster om huvudstaden Helsingfors.
Terrängen inåt land är platt. Havet är nära Helsingeudd åt sydväst. Runt Helsingeudd är det glesbefolkat, med 19 invånare per kvadratkilometer. Närmaste större samhälle är Bjärnå, 15,4 km nordost om Helsingeudd. I omgivningarna runt Helsingeudd växer i huvudsak barrskog.